# Museo della tecnica elettrica
Il Museo della Tecnica Elettrica (in sigla MTE) è un museo di Pavia dedicato al mondo dell'elettrotecnica e dell'ingegneria elettrica, aperto nel marzo del 2007.
Fa parte del sistema museale dell'Università degli Studi di Pavia; la sua realizzazione è stata resa possibile da un accordo tra l'ateneo pavese, la Regione Lombardia, la Provincia ed il Comune di Pavia.
Il suo intento è quello di ricercare, conservare e divulgare la storia della tecnica elettrica e dei suoi legami con l'uomo.

## Sezioni
L'area espositiva è ampia circa 2500 metri quadrati e contiene poco più di 4300 pezzi, provenienti per la maggior parte dalle collezioni dell'azienda Enel, dell'azienda Sirti e dell'università di Pavia, a cui si aggiungono donazioni da soggetti privati. Il museo è suddiviso in cinque sezioni che, se visitate una dopo l'altra nell'ordine esatto, consentono di percorrere un vero e proprio viaggio dai primi esperimenti con l'elettricità fino ad arrivare agli sviluppi più recenti. La visita consente di capire come si è arrivati alle moderne forme di impiego dell'energia elettrica, come si può produrre questa forma di energia e come essa viene impiegata e distribuita.

### Le origini
Si parte dall'ambra, che gli antichi greci scoprirono capace di attrarre oggetti leggeri se strofinata, per arrivare all'Ottocento, con l'invenzione del telegrafo da parte di Samuel Morse e della pila da parte di Alessandro Volta e le ricerche sull'induzione elettromagnetica e sui dispositivi rotanti a corrente continua di Michael Faraday ed Antonio Pacinotti.

### L'elettricità si afferma
Si illustrano le invenzioni di fine Ottocento in merito elettrotecnico, come la lampada ad incandescenza di Thomas Edison, il motore elettrico in corrente alternata di Galileo Ferraris, il telegrafo senza fili di Guglielmo Marconi e la locomotiva elettrica di Ernst Werner von Siemens, e i primi usi industriali della nuova fonte di energia.

### L'elettricità per tutti
Si ripercorre la storia delle applicazioni dell'elettricità per usi domestici: nella prima metà del Novecento si diffondono le centrali elettriche, nascono nuovi tipi di illuminazione e i primi elettrodomestici. L'elettricità viene impiegata per il trasporto pubblico e per la diagnostica medica e si sperimentano prima le trasmissioni radio e telefoniche, poi quelle televisive. Tra i pezzi esposti, si ricordano un esemplare di tram tipo 1928 della città di Milano ed un esemplare del dispositivo crittografico Enigma, utilizzato dalla Germania nazista durante la seconda guerra mondiale, i cui messaggi furono decifrati grazie al matematico inglese Alan Turing.

### L'elettricità ovunque

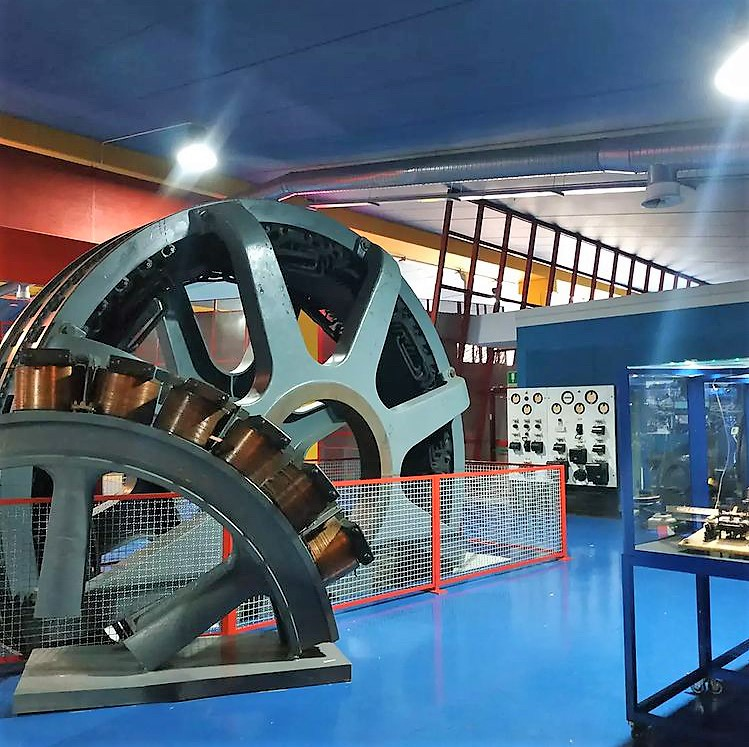
Una delle sale del museo; è visibile in primo piano un grande alternatore proveniente dalla centrale idroelettrica Bertini

I progressi tecnologici della seconda metà del Novecento consentono la produzione di energia con centrali idroelettriche ed impianti alimentati a combustibili fossili; dopo un certo tempo vengono costruite le prime centrali a energia nucleare. L'elettricità fa ormai parte della vita quotidiana di tutti, con il diffondersi degli elettrodomestici e dell'elettronica, fino ai personal computer e ai telefoni cellulari.

### Da oggi al futuro
L'ultima sezione affronta le problematiche sorte negli ultimi decenni, relative alle conseguenze sull'ambiente della sempre crescente domanda di energia. Si illustrano le nuove tecnologie che, si ritiene, potranno consentire nel futuro il risparmio energetico e la produzione di energia elettrica con diverse fonti, dalle celle solari alle turbine eoliche alla fusione nucleare.